# Dumbrava (Unirea), Alba
Dumbrava (colocvial Dumbrău; în maghiară Dombró: „între dealuri”) este un sat în comuna Unirea din județul Alba, Transilvania, România.

## Date geologice
În perimetrul acestei localități s-a pus în evidență prezența unei acumulări de sare gemă, precum și a unor vulcani noroioși.

## Istoric
Sat întemeiat de secui.
Din secolul al XV-lea populat preponderent de români.
Pe Harta Iosefină a Transilvaniei din 1769-1773 (Sectio 124), localitatea apare sub numele de Dombró. La sud-est de sat pe hartă este marcat prin semnul π un loc public de pedepsire a delicvenților în perioada medievală.
Până în anul 1876 a aparținut Scaunului Secuiesc al Arieșului.

## Date demografice
La recensământul din 2002 avea o populație de 363 locuitori.

## Lăcașuri de cult
- Biserica Ortodoxă (1876).
- Mănăstirea de maici "Sf.Dimitrie-Izvorâtorul de Mir" (1997).